# Merry-Go-Round (1923)
Merry-Go-Round (bra: O Redemoinho da Vida; prt: O Carrossel da Vida) é um filme norte-americano de 1932, do gênero drama, dirigido por Erich von Stroheim e Rupert Julian para a Universal Pictures e estrelado por Norman Kerry e Mary Philbin.

## Elenco
- Norman Kerry - Conde Franz Maxmilian Von Hohenegg
- Mary Philbin - Agnes Urban
- Dale Fuller - Marianka Huber
- Maude George - Madame Elvira
- Cesare Gravina - Sylvester Urban
- George Hackathorne - Bartholomew Gruber
- Spottiswoode Aitken

## Produção
O roteirista e diretor Erich von Stroheim foi substituído do seu papel durante a produção, devido à sua autenticidade e atenção aos detalhes e não é nomeado nos créditos de abertura do filme.